# Жекитиньоня (река)
Жекитиньоня (на португалски: Rio Jequitinhonha) е река в източната част на Бразилия, протичаща през щатите Минас Жерайс и Баия, вливаща се в Атлантическия океан. Дължината ѝ е 1090 km, а площта на водосборния басейн – 70 315 km².
Река Жекитиньоня води началото си на 1050 m н.в., от източния склон на масива Сера до Еспинясо, разположен в източната част на Бразилското плато. Почти по цялото си протежение тече в посока изток-североизток по Бразилското плато, образувайки множество прагове и водопади (Салто Гранди и др.). На границата между щатите Минас Жерайс и Баия се спуска от платото и последните около 100 km тече през Приатлантическата низина с бавно и спокойно течение. Влива се в Атлантическия океан при малкото градче Белмонте (в щата Баия). Основен приток е река Арасуай (десен, 319 km). Подхранването ѝ е предимно дъждовно, с ясно изразено лятно пълноводие от декември до март. Средният годишен отток в долното ѝ течение е 409 m³/s. Плавателна е за плитко газещи речни съдове на 100 km от устието.